# Zaops
Zaops is een geslacht van kreeftachtigen uit de klasse van de Malacostraca (hogere kreeftachtigen).

## Soorten
- Zaops geddesi (Miers, 1880)
- Zaops ostreus (Say, 1817)